# Peter Palese
Peter Palese (Linz, 15 de abril de 1944) é um virólogo austro/estadunidense.